# Audes Saül
Audes Saül, né à Bombardopolis, dans le Nord-Ouest d'Haïti, le 25 mai 1949, est un peintre naïf haïtien. 

## Biographie
Saül a travaillé comme ouvrier, charpentier et électricien avant d'entamer sa carrière artistique. Autodidacte, il commence à peindre à plein temps à l'âge de 21 ans, influencé par son frère aîné Charles (1943-inconnu) qui s'était mis à la peinture quelques années auparavant.
En 1971, Charles rejoint la Galerie Issa à Port-au-Prince. Peu de temps après, Audes lui emboîta le pas. Il travailla exclusivement pour la galerie jusqu'à la mort de son fondateur, Issa El-Saieh, en 2005.
A ses débuts, Audes commence par peindre des scènes rurales, parfois mystiques, mais découvre rapidement son propre style et son sujet de prédilection. Dans des couleurs vives, entourés de végétation, de fruits et de légumes, il peint des chiens – là où d’autres représenteraient des humains – à la plage, sur des bateaux ou en tenue de mariage. Il peint également des natures mortes et d’autres sujets, les imprégnant tous d’humour et d’optimisme.
En 1975, plusieurs de ses tableaux furent sélectionnés par André Malraux et Jean-Marie Drot pour des expositions en France. Ces toiles furent reproduites dans Vogue magazine à l'époque.
Ses œuvres ont été présentées dans de nombreuses expositions et galeries, notamment dans la Caraïbes, au Mexique, aux États-Unis, en Suède, en Italie, en France et au Japon.